# Pavel Busjujev
Pavel Ivanovitj Busjujev, ryska: Па́вел Ива́нович Бушу́ев, född 20 januari 1890 i Gnezdovo i nuvarande Tver oblast, avrättad 9 september 1937 i Leningrad, var en sovjetisk politiker.
Efter kurser vid kommunistpartiets centralkommitté arbetade Busjujev som bland annat byggarbetare i Sankt Petersburg, Reval, Moskva och Nizjnij Novgorod. Han greps 1914 för revolutionär verksamhet och arbetade med fackföreningar i Petrograd efter revolutionen. 1918–1919 var han ekonomichef vid stadsfullmäktige i Tver. I ryska inbördeskriget stred han på sydfronten och deltog i polska kriget 1920. Mellan 1921 och 1926 arbetade han med fackliga frågor i Leningrad och Tver och var 1926–1930 partisekreterare för regionkommittén i Vjatka. Åren 1930–1935 var han förste sekreterare för Leningrads regionkommitté.
1935 avsattes den finsktalande regeringen i rådsrepubliken Karelen och ersattes med politiker från Leningrad. Pjotr Irklis efterträdde Kustaa Rovio som partisekreterare och en förryskningsprocess påbörjades. I december 1935 avsattes också regeringschefen Edvard Gylling av kommunistpartiets centralkommitté och Busjujev utnämndes till ny ordförande för folkkommissariernas råd i Karelen. Busjujev hade redan 1933 varit en av ledarna för en första våg av utrensning i Karelen.
Förföljelsen av bland annat finnar, men också andra minoriteter, kulminerade 1937 i den stora terrorn. Sekreterare Irklis, Karelens distriktåklagare och den regionale NKVD-chefen Karl Tenison bildade en trojka, som dömde hundratals människor till döden eller förvisning. Bara mellan augusti och september 1937 arresterades 728 personer. Nikolaj Jezjov utfärdade i juli 1937 order nummer 00447, enligt vilken NKVD i hela Sovjetunionen under två månader framöver skulle arrestera före detta kulaker, sabotörer och antisovjetiska element. Karelens regering översteg kraftigt den satta kvoten för antalet arresteringar. I juli 1937 utfördes på Busjujevs order aktioner mot "kontrarevolutionära organisationer" av ekonomisk och administrativ art; bland annat greps åtskilliga arbetare vid timmertrusten Kareldrev i Petrozavodsk och pappersmassefabriken i Kondopoga.
Stora utrensningen nådde 1937 Leningrads partikommitté, som Irklis och Busjujev tillhörde. De kritiserades för att inte ha häktat alla finländare inom partiet och avpolletterades. Busjujev avsattes som regeringschef och arresterades den 11 augusti 1937. Han dömdes till döden och arkebuserades i Leningrad den 9 september 1937, samma dag som Irklis. Busjujev frikändes postumt från domen 1956